# Vince Gino Dekker
Vince Gino Dekker (Harderwijk, 12 augustus 1997) is een Nederlands voetballer die doorgaans als vleugelaanvaller speelde. Hij is een zoon van oud-profvoetballer Bennie Dekker.

## Clubcarrière
Op zesjarige leeftijd vertrok Dekker vanuit amateurclub DVS '33 naar Ajax. Dekker was samen met Leeroy Owusu de enige speler van zijn lichting die de Amsterdamse jeugdopleiding vanaf de F'jes doorliep. Op 16 december 2013 tekende hij samen met Abdelhak Nouri zijn eerste contract bij Ajax voor drie seizoenen.
In februari 2016 mocht Dekker als A-junior voor de eerste keer meetrainen met de A-selectie. Met ingang van het seizoen 2016/17 sloot Dekker aan bij de selectie van Jong Ajax. Op 12 augustus 2016 maakte Dekker zijn professionele debuut bij Jong Ajax in de Eerste divisie. Op die dag speelde Jong Ajax een uitwedstrijd tegen Almere City, die met 4–1 werd gewonnen. Dekker speelde de hele wedstrijd als linksbuiten. Op 26 september 2016 maakte Dekker zijn eerste officiële doelpunt in het betaald voetbal tijdens de met 7–0 gewonnen thuiswedstrijd van Jong Ajax tegen FC Oss. Nadat hij in de tweede helft in het veld kwam voor Mateo Cassierra, stiftte hij in de 50e minuut de 4–0 binnen. In diezelfde wedstrijd scoorde hij ook de 5–0 en de 7–0, waardoor hij een hattrick maakte. 
Nadat in de zomer van 2018 zijn contract niet werd verlengd, vertrok hij transfervrij naar AZ. Hier zou hij in eerste instantie aansluiten bij Jong AZ. Na een half jaar liet hij zijn contract ontbinden, om later aan te sluiten bij Go Ahead Eagles. In de zomer van 2019 werd zijn contract niet verlengd en sinds oktober 2019 speelt hij in de Tweede divisie bij SV Spakenburg.
Op 11 januari 2022 werd bekend dat Dekker na afloop van het seizoen de overstap zou maken naar Spakenburgs aartsrivaal VV IJsselmeervogels. Hij tekende een contract tot medio 2023. Dat leverde Dekker bedreigingen en intimidaties op van zijn Spakenburgse fans, waarop Dekker begin maart besloot af te zien van de overgang en bij Spakenburg wenste te blijven. IJsselmeervogels beriep zich op het door Dekker getekende contract en beraadde zich op nadere stappen.
In september 2023 werd bekend dat SV Spakenburg en Vince Gino Dekker samen hadden besloten het contract te ontbinden. De reden hiervoor is omdat Dekker het niet meer voor elkaar kreeg om voor kleine wedstrijden zichzelf te motiveren. Dekker heeft zichzelf ingeschreven bij DVS’33, om daar in een vriendenteam te spelen. Hiermee lijkt een einde te zijn gekomen aan zijn carrière als voetballer. 

## Carrièrestatistieken
| Seizoen                      | Club            | Land            | Competitie      | Competitie | Competitie | Beker | Beker | Internationaal | Internationaal | Overig | Overig | Totaal | Totaal |
| Seizoen                      | Club            | Land            | Competitie      | Wed.       | Dlp.       | Wed.  | Dlp.  | Wed.           | Dlp.           | Wed.   | Dlp.   | Wed.   | Dlp.   |
| ---------------------------- | --------------- | --------------- | --------------- | ---------- | ---------- | ----- | ----- | -------------- | -------------- | ------ | ------ | ------ | ------ |
| 2016/17                      | Jong Ajax       | Nederland       | Eerste divisie  | 11         | 3          | –     | –     | –              | –              | 0      | 0      | 11     | 3      |
| 2017/18                      | Jong Ajax       | Nederland       | Eerste divisie  | 4          | 0          | –     | –     | –              | –              | 0      | 0      | 4      | 0      |
| 2018/19                      | Jong AZ         | Nederland       | Eerste divisie  | 18         | 1          | –     | –     | –              | –              | 0      | 0      | 18     | 1      |
| 2018/19                      | Go Ahead Eagles | Nederland       | Eerste divisie  | 11         | 1          | 0     | 0     | 0              | 0              | 0      | 0      | 11     | 0      |
| 2019/20                      | SV Spakenburg   | Nederland       | Tweede divisie  | 13         | 4          | 3     | 0     | 0              | 0              | 0      | 0      | 16     | 4      |
| 2020/21                      | SV Spakenburg   | Nederland       | Tweede divisie  | 3          | 0          | 1     | 0     | 0              | 0              | 0      | 0      | 4      | 0      |
| 2021/22                      | SV Spakenburg   | Nederland       | Tweede divisie  | 30         | 3          | 2     | 0     | 0              | 0              | 0      | 0      | 32     | 3      |
| 2022/23                      | SV Spakenburg   | Nederland       | Tweede divisie  | 23         | 1          | 5     | 0     | 0              | 0              | 0      | 0      | 28     | 1      |
| Carrière totaal              | Carrière totaal | Carrière totaal | Carrière totaal | 113        | 13         | 11    | 0     | 0              | 0              | 0      | 0      | 124    | 12     |
| Bijgewerkt tot 4 april 2023. |                 |                 |                 |            |            |       |       |                |                |        |        |        |        |

## Interlandcarrière
Nederland –19
Op 3 september 2015 debuteerde Dekker in het Nederland –19, tijdens een vriendschappelijk duel tegen Italië –19. De wedstrijd eindigde in 0–0.
| Interlands van Vince Gino Dekker voor Nederland –19 | Interlands van Vince Gino Dekker voor Nederland –19 | Interlands van Vince Gino Dekker voor Nederland –19 | Interlands van Vince Gino Dekker voor Nederland –19 | Interlands van Vince Gino Dekker voor Nederland –19 | Interlands van Vince Gino Dekker voor Nederland –19 |
| №                                                   | Datum                                               | Wedstrijd                                           | Uitslag                                             | Soort Wedstrijd                                     | Doelpunten                                          |
| Als speler bij AFC Ajax                             | Als speler bij AFC Ajax                             | Als speler bij AFC Ajax                             | Als speler bij AFC Ajax                             | Als speler bij AFC Ajax                             | Als speler bij AFC Ajax                             |
| --------------------------------------------------- | --------------------------------------------------- | --------------------------------------------------- | --------------------------------------------------- | --------------------------------------------------- | --------------------------------------------------- |
| 1.                                                  | 3 september 2015                                    | Italië – Nederland                                  | 0 – 0                                               | Vriendschappelijk                                   | 0                                                   |
| 2.                                                  | 7 september 2015                                    | Nederland – Duitsland                               | 1 – 2                                               | Vriendschappelijk                                   | 0                                                   |
| 3.                                                  | 7 oktober 2015                                      | Nederland – Gibraltar                               | 9 – 0                                               | Kwalificatie EK 2016                                | 1                                                   |
| 4.                                                  | 12 oktober 2015                                     | Frankrijk – Nederland                               | 1 – 1                                               | Kwalificatie EK 2016                                | 0                                                   |
| 5.                                                  | 12 november 2015                                    | Nederland – Engeland                                | 2 – 2                                               | Vriendschappelijk                                   | 0                                                   |
| 6.                                                  | 16 november 2015                                    | Tsjechië – Nederland                                | 2 – 4                                               | Vriendschappelijk                                   | 1                                                   |
| 7.                                                  | 24 maart 2016                                       | Nederland – Oekraïne                                | 3 – 2                                               | Kwalificatie EK 2016                                | 0                                                   |
| 8.                                                  | 26 maart 2016                                       | Nederland – Noord-Ierland                           | 1 – 0                                               | Kwalificatie EK 2016                                | 0                                                   |
| 9.                                                  | 29 maart 2018                                       | Polen – Nederland                                   | 0 – 0                                               | Kwalificatie EK 2016                                | 0                                                   |
| 10.                                                 | 15 juli 2016                                        | Nederland – Engeland                                | 1 – 2                                               | EK 2016                                             | 0                                                   |
| 11.                                                 | 18 juli 2016                                        | Nederland – Frankrijk                               | 1 – 5                                               | EK 2016                                             | 0                                                   |
| 12.                                                 | 21 juli 2016                                        | Duitsland – Nederland                               | 3 – 3                                               | EK 2016                                             | 0                                                   |

Nederland –17
Op 11 september 2013 debuteerde Dekker in het Nederland –17, tijdens een vriendschappelijk duel tegen Duitsland –17. De wedstrijd eindigde in 2–2.
| Interlands van Vince Gino Dekker voor Nederland –17 | Interlands van Vince Gino Dekker voor Nederland –17 | Interlands van Vince Gino Dekker voor Nederland –17 | Interlands van Vince Gino Dekker voor Nederland –17 | Interlands van Vince Gino Dekker voor Nederland –17 | Interlands van Vince Gino Dekker voor Nederland –17 |
| №                                                   | Datum                                               | Wedstrijd                                           | Uitslag                                             | Soort Wedstrijd                                     | Doelpunten                                          |
| Als speler bij AFC Ajax                             | Als speler bij AFC Ajax                             | Als speler bij AFC Ajax                             | Als speler bij AFC Ajax                             | Als speler bij AFC Ajax                             | Als speler bij AFC Ajax                             |
| --------------------------------------------------- | --------------------------------------------------- | --------------------------------------------------- | --------------------------------------------------- | --------------------------------------------------- | --------------------------------------------------- |
| 1.                                                  | 11 september 2013                                   | Duitsland – Nederland                               | 2 – 2                                               | Vriendschappelijk                                   | 0                                                   |
| 2.                                                  | 13 september 2013                                   | Nederland – Israël                                  | 3 – 2                                               | Vriendschappelijk                                   | 0                                                   |
| 3.                                                  | 16 september 2013                                   | Italië – Nederland                                  | 4 – 1                                               | Vriendschappelijk                                   | 0                                                   |

Nederland –16
Op 30 oktober 2012 debuteerde Dekker in het Nederland –16, tijdens een vriendschappelijk duel tegen Kroatië –16. De wedstrijd eindigde in 1–1.
| Interlands van Vince Gino Dekker voor Nederland –16 | Interlands van Vince Gino Dekker voor Nederland –16 | Interlands van Vince Gino Dekker voor Nederland –16 | Interlands van Vince Gino Dekker voor Nederland –16 | Interlands van Vince Gino Dekker voor Nederland –16 | Interlands van Vince Gino Dekker voor Nederland –16 |
| №                                                   | Datum                                               | Wedstrijd                                           | Uitslag                                             | Soort Wedstrijd                                     | Doelpunten                                          |
| Als speler bij AFC Ajax                             | Als speler bij AFC Ajax                             | Als speler bij AFC Ajax                             | Als speler bij AFC Ajax                             | Als speler bij AFC Ajax                             | Als speler bij AFC Ajax                             |
| --------------------------------------------------- | --------------------------------------------------- | --------------------------------------------------- | --------------------------------------------------- | --------------------------------------------------- | --------------------------------------------------- |
| 1.                                                  | 30 oktober 2012                                     | Nederland – Kroatië                                 | 1 – 1                                               | Vriendschappelijk                                   | 0                                                   |
| 2.                                                  | 1 november 2012                                     | Noorwegen – Nederland                               | 1 – 6                                               | Vriendschappelijk                                   | 0                                                   |
| 3.                                                  | 3 november 2012                                     | Frankrijk – Nederland                               | 1 – 0                                               | Vriendschappelijk                                   | 0                                                   |
| 4.                                                  | 10 februari 2013                                    | Schotland – Nederland                               | 0 – 3                                               | Vriendschappelijk                                   | 0                                                   |
| 5.                                                  | 12 februari 2013                                    | Nederland – Portugal                                | 1 – 2                                               | Vriendschappelijk                                   | 0                                                   |
| 6.                                                  | 26 maart 2013                                       | Nederland – Engeland                                | 1 – 1                                               | Vriendschappelijk                                   | 0                                                   |
| 7.                                                  | 28 maart 2013                                       | Duitsland – Nederland                               | 2 – 1                                               | Vriendschappelijk                                   | 0                                                   |
| 8.                                                  | 30 maart 2013                                       | Nederland – Chili                                   | 1 – 0                                               | Vriendschappelijk                                   | 0                                                   |
| 9.                                                  | 1 april 2013                                        | Nederland – Portugal                                | 2 – 1                                               | Vriendschappelijk                                   | 0                                                   |

Nederland –15
Op 22 mei 2012 debuteerde Dekker in het Nederland –15, tijdens een vriendschappelijk duel tegen Duitsland –15. De wedstrijd eindigde in 3–1.
| Interlands van Vince Gino Dekker voor Nederland –15 | Interlands van Vince Gino Dekker voor Nederland –15 | Interlands van Vince Gino Dekker voor Nederland –15 | Interlands van Vince Gino Dekker voor Nederland –15 | Interlands van Vince Gino Dekker voor Nederland –15 | Interlands van Vince Gino Dekker voor Nederland –15 |
| №                                                   | Datum                                               | Wedstrijd                                           | Uitslag                                             | Soort Wedstrijd                                     | Doelpunten                                          |
| Als speler bij AFC Ajax                             | Als speler bij AFC Ajax                             | Als speler bij AFC Ajax                             | Als speler bij AFC Ajax                             | Als speler bij AFC Ajax                             | Als speler bij AFC Ajax                             |
| --------------------------------------------------- | --------------------------------------------------- | --------------------------------------------------- | --------------------------------------------------- | --------------------------------------------------- | --------------------------------------------------- |
| 1.                                                  | 22 mei 2012                                         | Duitsland – Nederland                               | 3 – 1                                               | Vriendschappelijk                                   | 0                                                   |
| 2.                                                  | 24 mei 2012                                         | Duitsland – Nederland                               | 3 – 2                                               | Vriendschappelijk                                   | 0                                                   |